# Boeing New Large Airplane
De Boeing New Large Airplane (of Boeing NLA) was een concept voor een nieuw passagiersvliegtuig gemaakt door de Amerikaanse vliegtuigfabrikant Boeing. Dit toestel moest groter zijn dan de Boeing 747 en de verwachte vraag naar meer dan 500 zitplaatsen vervullen. Ontwerpers gingen uit van een viermotorig, dubbeldeks toestel. In 1993 besloot Boeing het project te annuleren en zich te richten op het uitbreiden en verbeteren van het 747-aanbod.

## Concurrentie
Het eveneens Amerikaanse McDonnell Douglas werkte in dezelfde periode aan een vergelijkbaar toestel, de McDonnell Douglas MD-12, een project dat eveneens geannuleerd werd. Een jaar na het stopzetten van het NLA-project kondigde het Europese Airbus aan een nieuw groot toestel te gaan ontwerpen dat meer passagiers zou kunnen vervoeren dan een 747. Dit resulteerde uiteindelijk in de Airbus A380 die in 2007 op de markt kwam.